# کوسوکه کینوشیتا
کوسوکه کینوشیتا (انگلیسی: Kosuke Kinoshita؛ زادهٔ ۳ اکتبر ۱۹۹۴) بازیکن فوتبال اهل ژاپن است.
از باشگاه‌هایی که در آن بازی کرده‌است می‌توان به باشگاه فوتبال فرایبورگ اشاره کرد.